# Maria Bona Savojsko-Janovská
Princezna Bona Savojsko-Janovská, později princezna Bona Bavorská (Maria Bona Margherita Albertina Vittoria; 1. srpna 1896, hrad Agliè – 2. února 1971, Řím), byla dcera prince Tomáše, vévody z Janova, a princezny Isabely Bavorské.

## Rodina a mládí
Bona byla třetí ze šestí dětí prince Tommasa, vévody z Janova, a jeho manželky princezny Isabely Bavorské. Její otec byl vnuk krále Karla Alberta Sardinského. Mezi její sourozence patřili Ferdinando, 3. vévoda z Janova; Filiberto, 4. vévoda z Janova, a Eugenio, 5. vévoda z Janova. Její matka Isabela byla vnučkou Ludvíka I. Bavorského.
Prostřednictvím své tety Markéty Savojské byla sestřenicí Viktora Emanuela III. Italského.
Bona se narodila na hradu Agliè v Piemontu. Její otec koupil hrad z 11. století krátce před sňatkem s Isabelou. Prožili tam líbánky.

## Manželství
Dne 8. ledna 1921 si Bona vzala svého bratrance z druhého kolene, prince Konráda Bavorského. Byl nejmladším synem prince Leopolda Bavorského a arcivévodkyně Gisely Rakouské. Prostřednictvím svého otce byl pravnukem Ludvíka I. Bavorského a prostřednictvím své matky byl vnukem Františka Josefa I. Rakouského. Svatba se konala na hradě Agliè v Piemontu v Itálii (místo, kde se narodila). Zúčastnil se jí mimo jiné král Viktor Emanuel III. Italský, korunní princ Umberto a vévoda z Aosty. Sňatek je významný tím, že jde o první královský sňatek mezi dvěma nepřátelskými rody od začátku a konce první světové války. Svatba byla také nevšední tím, že šlo o shromáždění členů královských rodin zastupující rody Habsburků, Savojských a Wittelsbachů.
Pár měl dvě děti:
- Princezna Amálie Izabela Bavorská (15. prosince 1921, Mnichov – 28. března 1985, Milán) se 25. srpna 1949 v Luganu provdala za hraběte Umberta Poletti-Galimberta, hraběte z Assandri (21. června 1921, Milán – 18. února 1995, Milán), syna Luciana Polettiho a Adriany Galimbertiové. Mají potomky.
- Princ Evžen Bavorský (16. července 1925, Mnichov – 1. ledna 1997, Grasse) se oženil s hraběnkou Helenou z Khevenhüller-Metsche (4. dubna 1921, Vídeň – 25. prosince 2017, Bad Hindelang), dcerou knížete Františka z Khevenhüller-Metsche a kněžny Anny z Fürstenbergu. Nemají potomky.

## Pozdější život
Na konci druhé světové války byl princ Konrád v Hintersteinu zatčen francouzskou armádou. Byl přivezen do Lindau a dočasně internován v hotelu Bayerischer Hof, mimo jiné spolu s německým korunním princem Vilémem a bývalým nacistickým diplomatem Hansem Georgem von Mackensenem. Princezna Bona, která za války pracovala jako zdravotní sestra, poté zůstala u svých příbuzných v Savojsku. Dostala zákaz vstupu do Německa a se svou rodinou se setkala až v roce 1947. V pozdějších letech pracoval princ Konrád v představenstvu německé automobilky NSU.
Bona zemřela 2. února 1971 v Římě. Její hrob lze nalézt v kostele kláštera Andechs v Německu. Její manžel princ Konrád zemřel 6. září 1969.

## Vyznamenání
- Dáma Řádu hvězdového kříže
- Čestná dáma Řádu Terezy
- Dáma Řádu svaté Alžběty

## Vývod z předků
|                              |                                      |  |                             |                                              |  |  |  |  |  |  |  | Karel Emanuel Savojsko-Carignanský |
|                              |                                      |  |                             |                                              |  |  |  |  |  |  |  |                                    |
|                              | Karel Albert Sardinský               |  |                             |                                              |  |  |  |  |  |  |  |                                    |
|                              |                                      |  |                             |                                              |  |  |  |  |  |  |  |                                    |
|                              |                                      |  |                             | Marie Kristýna Saská                         |  |  |  |  |  |  |  |                                    |
|                              |                                      |  |                             |                                              |  |  |  |  |  |  |  |                                    |
|                              | Ferdinand Maria Savojsko-Carignanský |  |                             |                                              |  |  |  |  |  |  |  |                                    |
|                              |                                      |  |                             |                                              |  |  |  |  |  |  |  |                                    |
|                              |                                      |  |                             | Ferdinand III. Toskánský                     |  |  |  |  |  |  |  |                                    |
|                              |                                      |  |                             |                                              |  |  |  |  |  |  |  |                                    |
|                              | Marie Tereza Toskánská               |  |                             |                                              |  |  |  |  |  |  |  |                                    |
|                              |                                      |  |                             |                                              |  |  |  |  |  |  |  |                                    |
|                              |                                      |  |                             | Luisa Marie Amélie Tereza Neapolsko-Sicilská |  |  |  |  |  |  |  |                                    |
|                              |                                      |  |                             |                                              |  |  |  |  |  |  |  |                                    |
|                              | Tomáš Janovský                       |  |                             |                                              |  |  |  |  |  |  |  |                                    |
|                              |                                      |  |                             |                                              |  |  |  |  |  |  |  |                                    |
|                              |                                      |  |                             | Maxmilián Saský                              |  |  |  |  |  |  |  |                                    |
|                              |                                      |  |                             |                                              |  |  |  |  |  |  |  |                                    |
|                              | Jan I. Saský                         |  |                             |                                              |  |  |  |  |  |  |  |                                    |
|                              |                                      |  |                             |                                              |  |  |  |  |  |  |  |                                    |
|                              |                                      |  |                             | Karolína Marie Tereza Parmská                |  |  |  |  |  |  |  |                                    |
|                              |                                      |  |                             |                                              |  |  |  |  |  |  |  |                                    |
|                              | Alžběta Saská                        |  |                             |                                              |  |  |  |  |  |  |  |                                    |
|                              |                                      |  |                             |                                              |  |  |  |  |  |  |  |                                    |
|                              |                                      |  |                             | Maxmilián I. Josef Bavorský                  |  |  |  |  |  |  |  |                                    |
|                              |                                      |  |                             |                                              |  |  |  |  |  |  |  |                                    |
|                              | Amálie Augusta Bavorská              |  |                             |                                              |  |  |  |  |  |  |  |                                    |
|                              |                                      |  |                             |                                              |  |  |  |  |  |  |  |                                    |
|                              |                                      |  |                             | Karolína Frederika Vilemína Bádenská         |  |  |  |  |  |  |  |                                    |
|                              |                                      |  |                             |                                              |  |  |  |  |  |  |  |                                    |
| Marie Bona Savojsko-Janovská |                                      |  |                             |                                              |  |  |  |  |  |  |  |                                    |
|                              |                                      |  |                             |                                              |  |  |  |  |  |  |  |                                    |
|                              |                                      |  | Maxmilián I. Josef Bavorský |                                              |  |  |  |  |  |  |  |                                    |
|                              |                                      |  |                             |                                              |  |  |  |  |  |  |  |                                    |
|                              | Ludvík I. Bavorský                   |  |                             |                                              |  |  |  |  |  |  |  |                                    |
|                              |                                      |  |                             |                                              |  |  |  |  |  |  |  |                                    |
|                              |                                      |  |                             | Augusta Vilemína Marie Hesensko-Darmstadtská |  |  |  |  |  |  |  |                                    |
|                              |                                      |  |                             |                                              |  |  |  |  |  |  |  |                                    |
|                              | Adalbert Vilém Bavorský              |  |                             |                                              |  |  |  |  |  |  |  |                                    |
|                              |                                      |  |                             |                                              |  |  |  |  |  |  |  |                                    |
|                              |                                      |  |                             | Fridrich Sasko-Altenburský                   |  |  |  |  |  |  |  |                                    |
|                              |                                      |  |                             |                                              |  |  |  |  |  |  |  |                                    |
|                              | Tereza Sasko-Hildburghausenská       |  |                             |                                              |  |  |  |  |  |  |  |                                    |
|                              |                                      |  |                             |                                              |  |  |  |  |  |  |  |                                    |
|                              |                                      |  |                             | Šarlota Georgina Meklenbursko-Střelická      |  |  |  |  |  |  |  |                                    |
|                              |                                      |  |                             |                                              |  |  |  |  |  |  |  |                                    |
|                              | Isabela Marie Bavorská               |  |                             |                                              |  |  |  |  |  |  |  |                                    |
|                              |                                      |  |                             |                                              |  |  |  |  |  |  |  |                                    |
|                              |                                      |  |                             | Karel IV. Španělský                          |  |  |  |  |  |  |  |                                    |
|                              |                                      |  |                             |                                              |  |  |  |  |  |  |  |                                    |
|                              | František de Paula Španělský         |  |                             |                                              |  |  |  |  |  |  |  |                                    |
|                              |                                      |  |                             |                                              |  |  |  |  |  |  |  |                                    |
|                              |                                      |  |                             | Marie Luisa Parmská                          |  |  |  |  |  |  |  |                                    |
|                              |                                      |  |                             |                                              |  |  |  |  |  |  |  |                                    |
|                              | Amálie Španělská                     |  |                             |                                              |  |  |  |  |  |  |  |                                    |
|                              |                                      |  |                             |                                              |  |  |  |  |  |  |  |                                    |
|                              |                                      |  |                             | František I. Neapolsko-Sicilský              |  |  |  |  |  |  |  |                                    |
|                              |                                      |  |                             |                                              |  |  |  |  |  |  |  |                                    |
|                              | Luisa Šarlota Neapolsko-Sicilská     |  |                             |                                              |  |  |  |  |  |  |  |                                    |
|                              |                                      |  |                             |                                              |  |  |  |  |  |  |  |                                    |
|                              |                                      |  |                             | Marie Isabela Španělská                      |  |  |  |  |  |  |  |                                    |
|                              |                                      |  |                             |                                              |  |  |  |  |  |  |  |                                    |